# Velký Lopeník
Velký Lopeník (slovensky Veľký Lopeník) je vrchol vysoký 911 m nacházející se v Bílých Karpatech na hranicích České republiky a Slovenska na pomezí okresu Uherské Hradiště a okresu Nové Mesto nad Váhom (Trenčínský kraj). Kopec se vypíná 3 km jihovýchodně od obce Březová ležící na jihovýchodní Moravě, asi 13 km od Uherského Brodu. Je nejvyšším vrcholem Lopenické hornatiny.
Velký Lopeník leží na území slovenské Chráněné krajinné oblasti Biele Karpaty a české CHKO Bílé Karpaty, která je od roku 1996 zařazena mezi biosférické rezervace UNESCO.

## Rozhledna

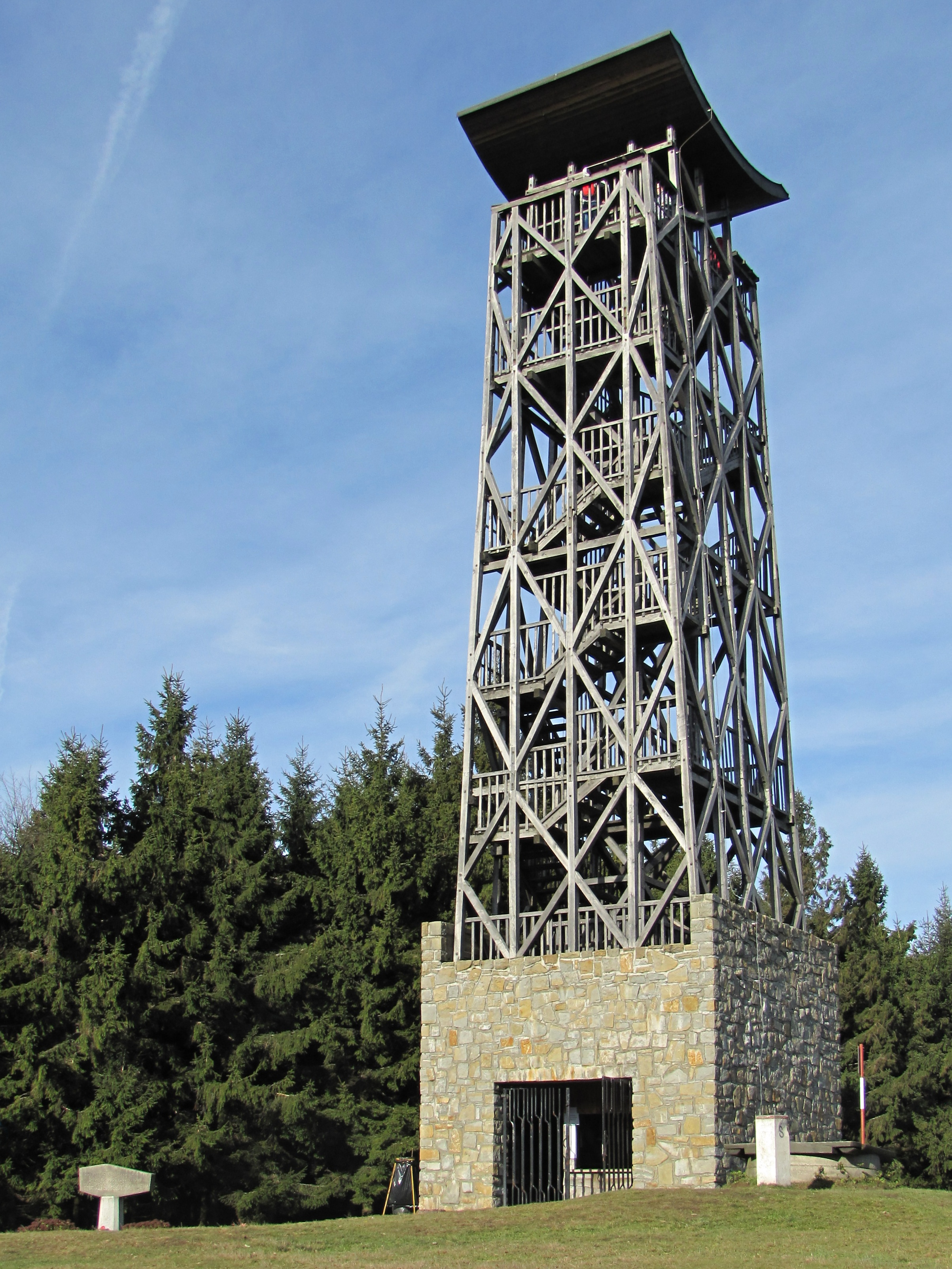
Rozhledna

Na vrcholu hory byly postaveny už tři dřevěné rozhledny. První byla postavena roku 1944, o dva roky později však vyhořela. Ve stejném roce postavili její repliku, která byla zničena až v 70. letech 20. století.
Současná rozhledna byla postavena na české straně hranice v letech 2004 až 2005, přičemž základní kámen byl položen už v červnu 2002. Náklady byly přibližně dva miliony korun. Rozhledna je vysoká 22 m, konstrukce je provedena z dubového dřeva se zděnou základnou. Autorem stavby je uznávaný moravský architekt M.A. Svatopluk Sládeček.
Zhruba 100 metrů západně od rozhledny se nachází studánka Velký Lopeník. Jedná se o jednu z nejvýše položených studánek v Bílých Karpatech, v níž voda vyvěrá přímo ze skály. Studánka je v péči obce Lopeník.